# Ceratitis nana
Ceratitis nana är en tvåvingeart som beskrevs av Munro 1933. Ceratitis nana ingår i släktet Ceratitis och familjen borrflugor.
Artens utbredningsområde är Liberia. Inga underarter finns listade i Catalogue of Life.